# ADME
ADMEとは、薬物動態学および薬理学で用いられる、吸収（英: Absorption）、分布（英: Distribution）、代謝（英: Metabolism）、排泄（英: Excretion）の英語表記の頭文字からなる略語であり、生体において薬物が処理される過程を示す用語である。これら4項目は薬物の血中濃度と、組織への暴露の経時変化に影響する。したがって、ADMEは投与された化学物質の薬理活性と効用に関係する重要な項目である。

## 吸収
組織において薬理学的作用を発揮する以前に薬物は血液またはリンパ循環系に入らなければならない。吸収は通常、消化器などの粘膜を通して行われる（腸管吸収）。また標的器官や細胞に確実に吸収されなければならない。血液脳関門のような自然の障壁が関連する場合、吸収の問題は深刻である。溶解性、胃での化学的安定性、腸壁への浸透性などの要因のいずれが不足しても経口投与での吸収量は減少する。吸収は生物学的利用能に対し重大に影響を及ぼす。経口投与で吸収が不足する場合、静脈注射や吸入による非経口投与を検討せざるを得ない（例：ザナミビル）。

## 分布
吸収された薬物は血液循環により生体各部に運搬されてゆく。組織間の分布は、薬物の組織間の浸透性（特に血液と組織の間の浸透性）、組織における血流と灌流の速度、薬物の血漿タンパク質と組織に対する結合のしやすさに依存する。
組織へと運ばれた薬物は組織内または細胞内で分布してゆく。ここでは、薬物の脂溶性、毛細管透過性、血漿タンパクや組織タンパクとの結合の強さ、心拍出量、局所的血流量、局所的pHが分布に影響する要因となる。薬物は灌流の程度が高い器官、例えば肝臓、心臓、腎臓などには容易に分布し、逆に筋肉、脂肪、および末梢器官のような灌流の程度が低い器官には分布し難い。

## 代謝
薬物は体内に入るとすぐに分解し始める。大半の低分子医薬品は肝臓中の酸化還元酵素シトクロムP450により代謝される。代謝により生じた代謝物が薬理学的に不活性な場合生体への影響を減少させることになるが、代謝の結果投与された薬物よりも強い薬理活性を示す代謝物が生じることもある。

## 排泄
薬物とその代謝物は排出過程により（通常糞尿中へと）生体から排除される。排出が完全でない場合、異物の蓄積は正常な代謝に悪影響を及ぼす可能性がある。生体からの薬物の排出は腎臓、肝臓、肺の3ヶ所で行われる。腎臓は最も重要な排出の場であり、最終的に薬物は尿として排出される。胆汁中排出または糞便中排出のプロセスはまず肝臓で始まり、消化管を経てその他の老廃物と共に糞便として排出される。気体の麻酔薬など肺を通して呼気と共に排出される薬物もある。
腎臓における薬物の排出は主に三つの機序による。
- 結合していない薬物の糸球体濾過。
- 輸送体からの能動分泌（例：尿酸塩、ペニシリン、グルコン酸塩、硫酸抱合体などの陰イオン、もしくはコリンやヒスタミンなどの陽イオン）。
- 原尿は尿細管での再吸収によりさらに濃縮され尿として排出される。このとき部分的に受動拡散により再吸収されることがある。

化合物の潜在的もしくは実際の毒性（Toxicity）も含めて議論される場合には、ADME-ToxもしくはADMETと表現されることがある。またコーティング剤やその他の賦形剤から薬物が放出される過程を考慮に入れる場合は放出を表す英語、Liberationの頭文字を取ってLADMEと表記される。
定量的構造物性相関や定量的構造活性相関の概念を用い、計算化学を駆使してADME-Tox特性を予測する試みが行われている。
投与経路の違いはADMEに非常に大きな影響を及ぼす。